# Rhyacophila grahami
Rhyacophila grahami is een schietmot uit de familie Rhyacophilidae. De soort komt voor in China.